# Claw (Computerspiel)
Claw (von engl. claw = Kralle) ist ein Jump-’n’-Run-Computerspiel, das vom Unternehmen Monolith Productions entwickelt und 1997 veröffentlicht wurde. Heute zählt es zu den Klassikern unter den zweidimensionalen Geschicklichkeitsspielen, obwohl es nicht mehr im Handel zu erwerben ist.

## Handlung
Der Spieler übernimmt die Figur eines Katers, der sich selbst Captain Nathaniel Joseph Claw nennt. Er ist Pirat und hat das Kommando über ein Piratenschiff. Claw gerät in Gefangenschaft und wird in das Gefängnis La Roca (von span. la roca = Felsen, Gestein) gebracht. In der finsteren Zelle entdeckt er eine Steinplatte an der Gefängniswand, hinter der ein Versteck ist. In ihm hat ein alter Kater mit dem Namen Edward Toben das Geheimnis des Amuletts der neun Leben niedergeschrieben. Darin heißt es, wer die 9 magischen Edelsteine findet und zusammenfügt, wird die Macht des Amuletts entfalten und unbesiegbar sein. Claw bricht aus dem Gefängnis aus und begibt sich auf die Suche nach den Edelsteinen.

## Spielprinzip und Technik
Das Spiel wurde im Zeichentrickstil erstellt und verfügt über sehr liebevoll gestaltete Texturen und Animationen. So werden z. B. Dynamit-Explosionen, scharfe Säbel, und Nahkampfbeweungen wie Knüffe, Tritte oder Würfe – für damalige Entwicklungsstandards außergewöhnlich – sehr realistisch dargestellt. Ebenfalls nennenswert sind die vielen der Situation angepassten Video- und Audiosequenzen.
Das Spiel verfügt insgesamt über 14 verschiedene Level im Story-Modus, wobei bis Level 12 immer zwei Level miteinander gekoppelt sind. Das erste dieser gekoppelten Level enthält am Ende immer ein Stück der Schatzkarte, das zweite Level hat einen Endgegner, der einen Edelstein abgibt, wenn er besiegt wird. Mit steigender Levelzahl nimmt natürlich auch der Schwierigkeitsgrad zu, was sich an der Schwere des Gegnerbesiegens und Überwinden der Gegenden und Beschaffenheiten (Stachel, Sümpfe …) festmachen lässt.
Claw verfügt über einen Mehrspielermodus, bei dem bis zu 64 Spieler über das Internet oder über LAN mitspielen können. Der Spieler hatte auch die Möglichkeit, automatisch Highscores herunterzuladen oder sich auf der Claw-Rangliste für die Selbstbewertung einzutragen. Letzteres ist allerdings nicht mehr möglich, da sämtliche Dienste diesbezüglich eingestellt wurden.